# Fritz Flothmann

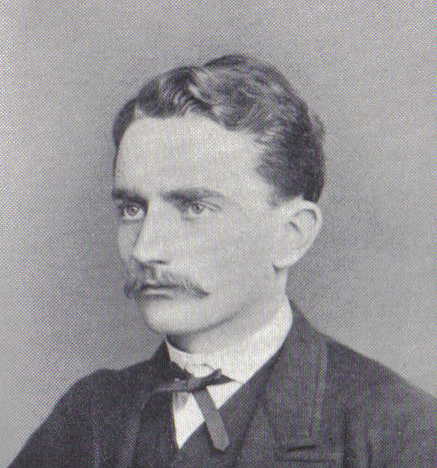
Fritz Flothmann, deutscher Verleger aus Kettwig, jetzt Essen (1845–1926)

Friedrich Wilhelm „Fritz“ Flothmann (* 14. Juni 1845 in Kettwig (heute zu Essen); † 22. Januar 1926 ebenda) war ein deutscher Verleger.

## Vorgeschichte
Bereits Fritz Flothmanns Vater, der Buchbindermeister Johann Wilhelm Alexander Flothmann, hatte am 1. November 1838 in seiner Heimatstadt Kettwig eine Buchbinderei mit Papiergeschäft gegründet.
Fritz Flothmann absolvierte zunächst seine Militärzeit, während der er 1866 an der Schlacht von Königgrätz teilnahm.

## Verlagsgeschichte
Nach dem Tod des Vaters 1868 übernahm Fritz Flothmann das Geschäft. 1874 gründete er die Kettwiger Zeitung, 1892 ein Zweiggeschäft in Kupferdreh und die Kupferdreher Zeitung. 1904 gründete er mit seinen älteren Söhnen die F. Flothmann GmbH. Diese erwarb 1905 die Essener Buch- und Steindruckerei Block, die dann von Otto Flothmann geleitet wurde. Nach dem Ersten Weltkrieg wurde das Kupferdreher Geschäft wieder abgestoßen.

## Familie
Fritz Flothmann war verheiratet mit Lisette geborene Hölters (1847–1937). Die Familie hatte insgesamt neun Kinder.

## Weitere Firmengeschichte
Nachdem die Witwe Lisette Flothmann Hauptinhaberin der GmbH wurde, wurde 1927 die Velberter Zeitung erworben. Deren Leitung übernahm Karl Flothmann. 1938 wurde die F. Flothmann GmbH in eine Kommanditgesellschaft umgewandelt, die von den Söhnen Wilhelm, Otto und Paul Flothmann geführt wurde. Wilhelm Flothmann war auch 1. Beigeordneter der Stadt Kettwig und vertrat 1923 den festgenommenen Bürgermeister der Stadt.

## Eigene Schriften
Kettwig in Geschichte und Sage (Reihe, 9 Hefte), Flothmann Verlag Kettwig 1925–1951, darunter von ihm: Die Ruhr bei Kettwig, KGS 1, 1925; Scheidt im Kirchfeld, KGS 2, 1926, Von Alt-Kettwig, KGS 2, 1926. Die Heimat zu lieben KGS "F" 1951